# Liste der Bodendenkmäler im Irtenberger Wald
Auf dieser Seite sind die Bodendenkmäler in dem unterfränkischen gemeindefreien Gebiet Irtenberger Wald zusammengestellt. Diese Tabelle ist eine Teilliste der Liste der Bodendenkmäler in Bayern. Grundlage ist die Bayerische Denkmalliste, die auf Basis des Bayerischen Denkmalschutzgesetzes vom 1. Oktober 1973 erstmals erstellt wurde und seither durch das Bayerische Landesamt für Denkmalpflege geführt wird. Die folgenden Angaben ersetzen nicht die rechtsverbindliche Auskunft der Denkmalschutzbehörde.

## Bodendenkmäler im Irtenberger Wald
| Lage       | Objekt | Akten-Nr.     | Bild |
| ---------- | --- | ------------- | ---- |
| (Standort) | Wüstung des Mittelalters oder der frühen Neuzeit. | D-6-6224-0074 |      |
| (Standort) | Grabhügel vorgeschichtlicher Zeitstellung. | D-6-6224-0049 |      |
| (Standort) | Hohlwegabschnitte und Hohlwegfächer einer Altstraße der frühen Neuzeit, sog. Wertheimer Geleitstraße, vermutlich mit Befunden eines Grenzkontrollpunkts. | D-6-6224-0122 |      |
| (Standort) | Wüstung Haselbrunn des Mittelalters und der frühen Neuzeit.                                                                                              | D-6-6224-0045 |      |